# Sarinda panamae
Sarinda panamae är en spindelart som beskrevs av Galiano 1965. Sarinda panamae ingår i släktet Sarinda och familjen hoppspindlar. Inga underarter finns listade i Catalogue of Life.